# Gai Carrines el Jove
Gai Carrines el jove (en llatí Caius Carrinas o Gaius Carrinas) va ser un militar romà. Era fill de Gai Carrines, que havia estat membre del partit popular romà. Formava part segurament de la gens Àlbia, una antiga família romana.
L'any 45 aC Juli Cèsar el va enviar a Hispània contra Sext Pompeu, però no va aconseguir cap victòria i aviat va ser substituït per Gai Asini Pol·lió. L'any 43 aC, en establir-se el triumvirat, va ser nomenat cònsol per la resta de l'any junt amb Publi Ventidi. El 41 aC va rebre el govern d'Hispània on va lluitar contra el maurità Boccus II. El 36 aC va ser enviat amb tres legions contra Sext Pompeu a Sicília. El 31 aC va ser nomenat procònsol a la Gàl·lia i va derrotar els mòrins i altres tribus gal·les i va expulsar els sueus a l'altre costat del Rin, fets pels que va rebre els honors del triomf l'any 29 aC.